# Шармейн Стар
Шармейн Стар (на английски: Charmane Star) е артистичен псевдоним на Шерин Сантос Ласкано (Sheryn Santos Lascano) – филипинско–американската порнографска актриса, актриса в игрални филми, екзотична танцьорка и
модел.

## Биография
Родена е на 5 май 1979 г. във Филипините, но израства в щата Калифорния, САЩ – в градовете Сан Франциско, Сан Диего и Сакраменто. Тя е от филипински произход.
Дебютира като актриса в порнографската индустрия през 1998 г., когато е на 19-годишна възраст.
През 2001 г. се оттегля временно от индустрията, като ръководи нощен клуб в Милуоки. През 2003 г. се завръща в порното.
През декември 2004 г. прави своя дебют като екзотична танцьорка в клуб в Хонолулу.
Участва в игралните филми „Черният динамит“ (2009) и „Лице на злото“ (2016). През 2009 г. във връзка с ролята си в „Черният динамит“ присъства на филмовия фестивал в град Довил, Франция.
Снима се във видеоклипа на песента „That's How I Go“ (2009) на рапърите Бейби Баш, Лил Джон и Марио.
Поставена е на 8-о място в класацията на списание „Комплекс“ – „Топ 50 на най-горещите азиатски порнозвезди за всички времена“, публикувана през септември 2011 г.

## Награди и номинации
Носителка на награди
- 2017: AVN зала на славата.[4]

Номинации
- 2005: Номинация за AVN награда за най-добра соло секс сцена.[7]
- 2005: Номинация за AVN награда за най-добра сцена с орален секс.[7]
- 2007: Номинация за AVN награда за недооценена звезда на годината.[7]
- 2007: Номинация за AVN награда за най-добра секс сцена само с момичета.[7]

Други признания и отличия
- 2011: 6-о място в класацията на списание „Комплекс“ – „15-те най-горещи порнозвезди над 30“.[8]
- 2011: 8-о място в класацията на списание „Комплекс“ – „Топ 50 на най-горещите азиатски порнозвезди за всички времена“.[3]